# Whose Muddy Shoes
Whose Muddy Shoes — спільна збірка пісень американських блюзових музикантів Елмора Джеймса і Джона Бріма, випущена в 1969 році лейблом Chess. Вийшла у серії «Chess Vintage Series».

## Опис
Елмор Джеймс у 1953 році записав сесію на лейблі Chess перед тим (деякі записи вийшли на дочірньому Checker, а «My Best Friend», «I See My Baby» і «Whose Muddy Shoes» були відмінені), як почав працювати з братами Бігарі, і ще одну в 1960 році, незадовго до того, як став записуватися на лейблах Боббі Робінсона Fire, Fury та Enjoy. Ця збірка включає усі ці сесії, а також в якості бонус-трека (лише на CD-перевиданні) альтернативну версію «The Sun Is Shining», яка є ранньою версією «The Sky Is Crying». 
На ранніх сесіях 1953 року відсутнє притаманне Джеймсу використання слайд-гітари, однак на сесії 1960 року вже були записані відомі хіти, а саме «Talk to Me Baby», «Madison Blues», а також кавер-версія «Stormy Monday» Т-Боун Вокера. Альбом також складений із записів недооціненого Джона Бріма; тут йому акомпанує Літтл Волтер («Rattlesnake», «Be Careful» і «You Got Me»), зокрема на оригінальній версії «Ice Cream Man», кавер-версія якої була включена рок-гуртом Van Halen до їхнього дебютного альбому.
Альбом був випущений у серії «Chess Vintage Series».

## Список композицій
1. Джон Брім: «Ice Cream Man» (Джон Брім) — 2:41
2. Елмор Джеймс: «Whose Muddy Shoes» (Елмор Джеймс) — 3:05
3. Елмор Джеймс: «Madison Blues» (Елмор Джеймс) — 2:22
4. Джон Брім: «I See My Baby» (Елмор Джеймс) — 3:00
5. Джон Брім: «You Got Me» (Джон Брім) — 3:00
6. Елмор Джеймс: «My Best Friend» (Елмор Джеймс) — 3:12
7. Елмор Джеймс/Джон Брім: «The Sun Is Shining» (Елмор Джеймс) — 2:40
8. Елмор Джеймс: «Talk to Me Baby» (Віллі Діксон) — 2:45
9. Джон Брім: «Rattlesnake» (Джон Брім) — 3:05
10. Джон Брім: «Be Careful» (Джон Брім) — 2:40
11. Елмор Джеймс: «Dust My Broom» (Елмор Джеймс) — 3:00
12. Елмор Джеймс: «Tool Bag Bogie» (Елмор Джеймс) — 3:13
13. Джон Брім: «Tough Times» (Джон Брім) — 3:00
14. Елмор Джеймс/Джон Брім «Call It Stormy Monday» (Т-Боун Вокер) — 2:25

## Учасники запису
- Елмор Джеймс — вокал, гітара
- Джон Брім — вокал, гітара
- Джиммі Рід (13), Літтл Волтер (1, 5, 9, 10) — губна гармоніка

Технічний персонал
- Т. Т. Свон, Маршалл Чесс — продюсер
- Дейв Перпл — інженер
- Піт Велдінг — текст
- Кеті Свон — дизайн